# ジェームス・ダイクストラ
ジェームス・アンドリュー・ダイクストラ（James Andrew Dykstra、1990年11月22日 - ）は、アメリカ合衆国カリフォルニア州サンディエゴ出身のプロ野球選手（投手）。右投左打。

## 経歴

### プロ入り前
2009年のMLBドラフトで、ボストン・レッドソックスから40巡目（全体1218位）で指名を受けたが、この時は入団しなかった。
2010年のMLBドラフトで、コロラド・ロッキーズから50巡目（全体1520位）で指名を受けたが、この時も入団しなかった。

### プロ入りから来日前まで
2013年のMLBドラフトで、シカゴ・ホワイトソックスから6巡目（全体183位）指名を受け、入団。
2016年12月16日、金銭トレードでテキサス・レンジャーズへ移籍した。
2018年4月23日にレンジャーズからリリースされると、この年は独立リーグ・アメリカン・アソシエーションに所属するスーシティ・エクスプローラーズでプレー。
2019年は、4月15日から6月1日までは独立リーグ・アトランティックリーグに所属するシュガーランド・スキーターズに、6月4日からは、同じくアトランティックリーグに所属するサザンメリーランド・ブルークラブスに在籍した。
2020年2月25日にトロント・ブルージェイズとマイナー契約を結び、2021年までブルージェイズ傘下でプレーしたが、メジャーでの出場はなかった。
2022年4月15日、メキシカンリーグのオアハカ・ウォーリアーズと契約。その後FAとなり、7月4日にフィラデルフィア・フィリーズとマイナー契約を結んだ。8月4日にリリースされると、同16日にブルークラブスへ復帰したが、2023年7月6日にリリースされた。

### ロッテ時代
2023年12月24日、千葉ロッテマリーンズへの入団が発表された。背番号は41。推定年俸は1500万円。
2024年4月4日、福岡ソフトバンクホークス戦でリリーフとしてNPB初登板を果たし、2回1失点で降板した。先発として二軍での調整後、5月1日のオリックス・バファローズ戦でNPB初先発し、4回2失点で迎えた5回の投球練習中に右上腕がつったために降板となった。7日の埼玉西武ライオンズ戦では5回を100球で無失点に抑えきり、来日初勝利を挙げた。しかし、26日の二軍戦にて緊急降板すると、6月からは公式戦登板がなく、7月24日にはジュニオール・フェルナンデスとともにウェーバー公示の手続きがとられたことが発表された。獲得を希望する球団はなく、7月31日付けで自由契約選手として公示された。

## 選手としての特徴・人物
最速161km/hを誇る直球とスプリットを武器に三振を狙うスタイルが特長。変化球はスライダー、カーブなどを投げる。
愛称は「ジミー」、「ダイちゃん」。

## 詳細情報

### 年度別投手成績
| 年 度    | 球 団    | 登 板 | 先 発 | 完 投 | 完 封 | 無 四 球 | 勝 利 | 敗 戦 | セ 丨 ブ | ホ 丨 ル ド | 勝 率 | 打 者 | 投 球 回 | 被 安 打 | 被 本 塁 打 | 与 四 球 | 敬 遠 | 与 死 球 | 奪 三 振 | 暴 投 | ボ 丨 ク | 失 点 | 自 責 点 | 防 御 率 | W H I P |
| -------- | -------- | ----- | ----- | ----- | ----- | -------- | ----- | ----- | -------- | ----------- | ----- | ----- | -------- | -------- | ----------- | -------- | ----- | -------- | -------- | ----- | -------- | ----- | -------- | -------- | ------- |
| 2024     | ロッテ   | 3     | 2     | 0     | 0     | 0        | 1     | 0     | 0        | 0           | 1.000 | 49    | 11.0     | 10       | 2           | 8        | 0     | 0        | 11       | 1     | 0        | 3     | 2        | 1.64     | 1.64    |
| NPB：1年 | NPB：1年 | 3     | 2     | 0     | 0     | 0        | 1     | 0     | 0        | 0           | 1.000 | 49    | 11.0     | 10       | 2           | 8        | 0     | 0        | 11       | 1     | 0        | 3     | 2        | 1.64     | 1.64    |

- 2024年度シーズン終了時

### 年度別守備成績
| 年 度    | 球 団    | 投手  | 投手  | 投手  | 投手  | 投手  | 投手     |
| 年 度    | 球 団    | 試 合 | 刺 殺 | 補 殺 | 失 策 | 併 殺 | 守 備 率 |
| -------- | -------- | ----- | ----- | ----- | ----- | ----- | -------- |
| 2024     | ロッテ   | 3     | 0     | 2     | 1     | 0     | .667     |
| NPB：1年 | NPB：1年 | 3     | 0     | 2     | 1     | 0     | .667     |

- 2024年度シーズン終了時

### 記録

#### NPB
初記録
- 初登板：2024年4月4日、対福岡ソフトバンクホークス3回戦（福岡PayPayドーム）、5回裏に2番手で救援登板、2回1失点
- 初奪三振：同上、5回裏に栗原陵矢から空振り三振
- 初先発登板：2024年5月1日、対オリックス・バファローズ5回戦（ほっともっとフィールド神戸）、4回3安打2失点で勝敗つかず[8][9]
- 初勝利・初先発勝利：2024年5月7日、対埼玉西武ライオンズ6回戦（ZOZOマリンスタジアム）、5回無失点[10]

### 背番号
- 41（2024年 - 同年7月31日）